# Перша космічна швидкість

Рух штучного супутника Землі геостаціонарною орбітою відбувається з першою космічною швидкістю для висоти розташування геостаціонарної орбіти

Пе́рша космі́чна шви́дкість або колова швидкість — мінімальна швидкість, за якої космічний апарат стає штучним супутником небесного тіла. Строго кажучи, вона визначається, як горизонтальна швидкість, яку необхідно надати об'єкту, щоб він здійснював рух по коловій орбіті на заданій висоті над поверхнею планети, якщо знехтувати опором повітря. Перша космічна швидкість для орбіти, розташованої поблизу поверхні Землі, становить 7,91 км/с. Першим штучним тілом, яке 4 жовтня 1957 досягло першої космічної швидкості, став створений під керівництвом Сергія Корольова радянський космічний апарат «Супутник-1».

## Розрахунок
Для розрахунку першої космічної швидкості можна записати другий закон Ньютона для матеріальної точки, яка рухається коловою орбітою навколо масивного тіла під дією його сили тяжіння:
{\displaystyle ma=G{\frac {Mm}{R^{2}}},}
де {\displaystyle m} — маса об'єкта, {\displaystyle a} — його прискорення, {\displaystyle G} — гравітаційна стала, {\displaystyle M} — маса планети, а {\displaystyle R} — радіус орбіти.
Коли об'єкт рухається по колу з постійною за модулем швидкістю {\displaystyle v}, то його доцентрове прискорення дорівнює {\displaystyle {\frac {v^{2}}{R}}\ .} Тому рівняння для першої космічної швидкості {\displaystyle v_{1}} набуває вигляду:
{\displaystyle m{\frac {v_{1}^{2}}{R}}=G{\frac {Mm}{R^{2}}}.}
Звідси знаходимо першу космічну швидкість
{\displaystyle v_{1}={\sqrt {G{\frac {M}{R}}}}.}
Підставляючи чисельні значення для орбіти, розташованої поблизу Землі (M = 5,97·1024 кг, R = 6 371 000 м, G=6.67·10−11 м³·кг⁻¹·с⁻²), отримуємо
{\displaystyle v_{1}\approx } 7900 м/с.

### Залежність першої космічної швидкості від висоти
Радіус орбіти складається з радіусу планети {\displaystyle R_{0}} та висоти над її поверхнею {\displaystyle h}. Відповідно, останню рівність можна представити у вигляді
{\displaystyle v_{1}={\sqrt {\frac {GM}{R_{0}+h}}}.}
Зі збільшенням висоти орбіти перша космічна швидкість зменшується. Так, на висоті 100 км над поверхнею Землі вона дорівнює 7844 м/с, а на висоті 300 км — 7726 м/с.

### Період обертання супутника коловою орбітою
Період обертання супутника по коловій орбіті дорівнює
{\displaystyle T={\frac {2\pi R}{v}}=2\pi R{\sqrt {\frac {R}{GM}}}.}
При віддаленні супутника від центру Землі на відстань 42200 км період обертання стає рівним 24 години, тобто часу обертання Землі навколо своєї осі. Якщо запустити на кругову орбіту супутник на такій висоті у бік обертання Землі в площині екватора, то він висітиме над тим самим місцем поверхні Землі на висоті 35 800 км (геостаціонарна орбіта).

## Якісний аналіз

Аналіз першої та другої космічної швидкості за Ісааком Ньютоном. Снаряди A та B падають на Землю, снаряд C виходить на кругову орбіту, D — на еліптичну, а снаряд E покидає гравітаційне поле планети.

Якщо космічний апарат запустити паралельно поверхні сферичної планети за швидкістю, меншою першої космічної, то він впаде на поверхню. Якщо його запустити з першою космічною швидкістю {\displaystyle v_{1}}, то він буде рухатись паралельно поверхні коловою орбітою. Зі ще більшою швидкістю він вийде на еліптичну орбіту, — тим більш витянуту, чим більша початкова швидкість. Коли початкова швидкість дорівнює другій космічній швидкості {\displaystyle v_{2}={\sqrt {2}}v_{1}}, то апоцентр орбіти уходить на нескінченість, і еліпс перетворюється на параболу. Зі ще більшою початковою швидкістю космічний апарат покидає планету по гіперболічній орбіті.
Рух реальних космічних апаратів ускладнюється такими додатковими факторами, як спротив атмосфери і обертання планети.

## Перша космічна швидкість на різних небесних тілах
Перша космічна швидкість є більшою для великих і щільних небесних тіл та меншою — для малих тіл малої густини. Для невеликих астероїдів перша космічна швидкість настільки мала, що її можна досягнути просто відштовнувшись ногами від поверхні.
Перша та друга космічні швидкості для деяких небесних тіл представлені в таблиці:
| Небесне тіло                  | Маса (у масах Землі) | v1, км/с       | v2, км/с  |
| ----------------------------- | -------------------- | -------------- | --------- |
| Енцелад                       | 1,8×10−5             | 0,169          | 0,239     |
| Церера                        | 1,57×10−4            | 0,37           | 0,52      |
| Місяць                        | 0,0123               | 1,678          | 2,4       |
| Меркурій                      | 0,0553               | 3,005          | 4,3       |
| Венера                        | 0,815                | 7,325          | 10,4      |
| Земля                         | 1                    | 7,91           | 11,2      |
| Марс                          | 0,107                | 3,546          | 5,0       |
| Юпітер                        | 317,8                | 42,58          | 59,5      |
| Сатурн                        | 95,2                 | 25,535         | 35,5      |
| Уран                          | 14,54                | 15,121         | 21,3      |
| Нептун                        | 17,1                 | 16,666         | 23,5      |
| Сонце                         | 332 940              | 437,047        | 618,1     |
| Білий карлик Сіріус B         | 338 933              | 4 800          | 6800      |
| Нейтронна зоря PSR J0348+0432 | бл. 670 000          | 143000 ± 10000 | ~ 200 000 |